# Marjory Wardrop

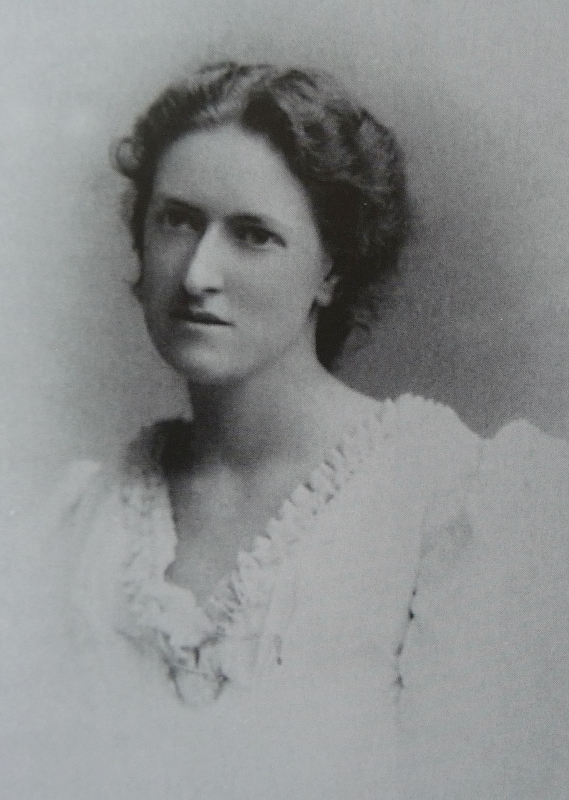
Marjory Wardrop

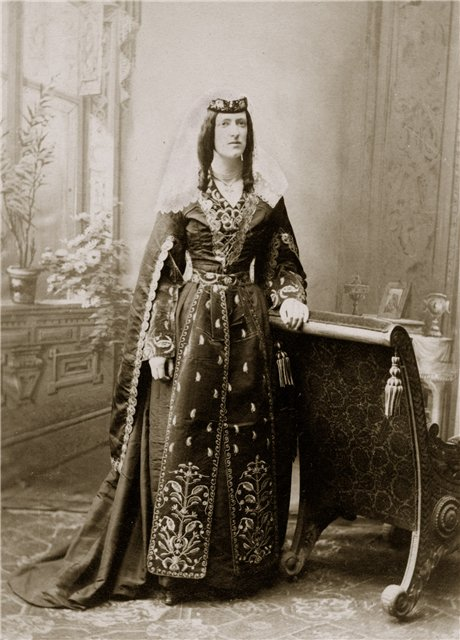
Wardrop in georgischer Nationaltracht

Marjory Scott Wardrop (* 11. November 1869 in London; † 7. Dezember 1909 in Bukarest) war eine britische Übersetzerin, die literarische Texte aus dem Georgischen ins Englische übertrug.

## Biographie
Marjory Wardrop war die einzige Tochter und jüngstes von drei Kindern von Frau Marjory Cameron Scott (1837–1918) und des Bauunternehmers Thomas Caldwell Wardrop (1836–1903),  beide Eltern stammten aus Schottland. Die Familie lebte in Chislehurst. Dort und in Eastbourne wurde Marjory Wardrop in Privatschulen erzogen, wo sie Französisch, Deutsch und Latein lernte. Später beherrschte sie auch Russisch, Rumänisch und Georgisch.
1887 bereiste Marjory Wardrops älterer Bruder und späterer Diplomat Oliver Georgien, bevor er sein Studium in Oxford aufnahm. Nach seiner Rückkehr verfasste er das Buch The Kingdom of Georgia. Dieses Buch erweckte bei seiner Schwester den Wunsch, selbst dorthin zu reisen, anstatt, wie sie schrieb „zu Hause zu bleiben und einfach nichts zu tun, während ich leben, lernen und arbeiten könnte“. Im Alter von 20 Jahren begann sie, Georgisch zu lernen, das mit dem eigenen Alphabet Mchedruli geschrieben wird. Sie arbeitete zu Hause mit Büchern, die der Bruder ihr schickte, und begann, das georgische Epos Der Recke im Tigerfell des Dichters Schota Rustaweli aus dem 11./12. Jahrhundert ins Englische zu übersetzen. In ihrem Vorhaben wurde sie von dem Dichter Ilia Tschawtschawadse unterstützt, dessen Gedicht Der Eremit sie ebenfalls übersetzte. 1894 veröffentlichte sie Georgian Folktales, die erste Übersetzung weltlicher georgischer Literatur ins Englische. Das Epos von Rustaweli, an dem sie ihr ganzes Leben lang arbeitete, gab ihr Bruder Oliver erst drei Jahre nach ihrem Tod heraus, weil sie selbst zu Lebzeiten der Meinung gewesen war, es sei nicht perfekt genug.
Als Oliver Wardrop sich 1894 im Kaukasus aufhielt, erlaubten die Eltern ihrer Tochter, ihn zu besuchen. Diese Reise beschrieb sie in ihren unveröffentlichten Notes on a journey into Georgia in 1894–5. Sie und ihr Bruder wurden von den Georgiern, besonders aus literarischen Kreisen, mit der dort üblichen Gastfreundschaft aufgenommen. Bei ihrem zweiten Besuch und nach der Veröffentlichung von Der Eremit auf Englisch stieß sie in Georgien auf große Begeisterung.
Nachdem ihr Bruder 1895 in den diplomatischen Dienst eingetreten war, begleitete Marjory Wardrop ihn auf all seinen beruflichen Stationen. Zehn Jahre lang lebte sie in Russland: von 1895 bis 1902 in Kertsch, 1899 in Sewastopol und von 1903 bis 1905 in Sankt Petersburg. Zudem machte sie kürzere Reisen nach Tunis, Haiti und Polen. Währenddessen setzte sie ihre Übersetzungsarbeiten fort und veröffentlichte 1900 gemeinsam mit ihrem Bruder auf der Grundlage mittelalterlicher Texte Life of St Nino (Leben der Heiligen Nino) über eine georgische Evangelistin aus dem 4. Jahrhundert. Wardrops Übersetzungen entstanden zu einer Zeit, als die Georgier angesichts der zunehmenden Russifizierung ihre besondere Kultur betonten. Durch ihre Arbeit wurde in Großbritannien das Interesse auf das Land Georgien und seine Literatur gelenkt.
Marjory Wardrop interessierte sich auch für die politischen Probleme Georgiens. Als sie sich während der Russischen Revolution 1905 in Sankt Petersburg aufhielt, übersetzte sie für die britische Botschaft Berichte über die Unterdrückung durch die Kosaken in Georgien. Sie engagierte sich im Georgien-Hilfskomitee und wandte sich persönlich an den Bischof von Gibraltar mit der Bitte, beim Heiligen Synod für die georgische Kirche einzutreten. Die letzten drei Jahre ihres Lebens verbrachte sie in Rumänien (1906 bis 1909). Nach kurzer Krankheit starb sie am 7. Dezember 1909 im Haus des britischen Generalkonsuls in Bukarest. Sie wurde 40 Jahre alt. Am 21. Dezember wurde Marjory Wardrop auf dem Pfarrfriedhof von St. Nicholas in Sevenoaks, Kent, beigesetzt.

## Erinnerung
Zum Gedenken an seine Schwester gründete Oliver Wardrop in Oxford den Marjory Wardrop Fund mit dem Ziel, Studien zu Georgien (Kartvelologie) zu fördern. Ihre umfangreiche Bibliothek und ihr Nachlass befinden sich in der Wardrop Collection der Bodleian Library.
Im Oktober 2015 wurde in Tbilisi ein Denkmal von Marjory und Oliver Wardrop enthüllt.